# Dario Montani
Dario Claudio Montani (Walsall, 27 marzo 1961) è un ex ciclista su strada italiano, professionista dal 1986 al 1987.

## Carriera
Campione nazionale dilettanti nel 1983, nella stessa stagione viene convocato nella Nazionale di categoria dal ct Edoardo Gregori per i campionati del mondo di Altenrhein. Professionista per soli due anni, dal 1986 al 1987, alla Supermercati Brianzoli diretta da Gianluigi Stanga, nel 1987 conquista una vittoria di tappa al Tour Midi-Pyrénées, precedendo Yvon Madiot sul traguardo di Mirande.

## Palmarès
- 1982 (Dilettanti)

Circuito del Porto
- 1983 (Dilettanti)

Campionati italiani, Prova in linea Dilettanti
- 1987

2ª tappa, 2ª semitappa Tour Midi-Pyrénées (Castelsarrasin > Mirande)